# Нитич, Мила Сергеевна
Ми́ла Сергеевна Ни́тич (укр. Міла Сергіївна Нітіч; род. 26 сентября 1990, с. Старая Синява, Хмельницкая область, Украинская ССР) — украинская певица.

## Биография
С раннего детства увлекалась музыкой и пением. Отец Сергей Николаевич Нитичук по профессии — музыкант, духовик, звукорежиссёр, мать Оксана Владимировна Нитичук — экономист. С 8 лет Нитичук занималась в музыкальной школе по классу фортепиано. С 2003 года начала посещать уроки вокала в Хмельницком, куда в 2002 году переехала вместе с родителями. В 16 лет начала работать с эстрадно-симфоническим оркестром и эстрадным оркестром УМВД Украины и получила хорошую практику в сфере пения. Нитичук получила образование в Хмельницком национальном университете, куда в 2007 году поступила на специальность инженер-педагог (моделирование-конструирование швейных изделий).
В 2008 году Мила Нитич отправилась в Киев на проект «Караоке на Майдане». Стала участницей десятого сезона телепроекта «Шанс» и вышла в финал, в котором исполнила песню Эрика Кармена на музыку С.Рахманинова «All by Myself». Подарком за участие в проекте «Шанс» была возможность записать песню на студии Владимира Бебешко, от которого и поступило предложение выступить в отборочном туре на международный фестиваль «Новая волна» в Юрмале. Нитич заняла 3 место в конкурсе и получила специальный приз «Новой волны» от Аллы Пугачевой — «Золотую звезду Аллы» и денежную награду в размере пятидесяти тысяч долларов.
Песня «Каюсь» использовалась как саундтрек для сериала «Ради любви я все смогу», композиции «Спросите у осени», «Капельки янтаря», «Синяя птица», «Я вам пишу», «Прошу, проводи меня до порога» и другие стали саундтреками к сериалу «Спросите у осени». Песня «Радуга» стала официальным саундтреком к сериалу «Искушение».

## Достижения
- Участница украинского телепроекта «Караоке на Майдане»
- Финалистка украинского телепроекта «Шанс»
- Участница международного конкурса «Новая волна»(ІІІ место) в Юрмале и Получила «Золотую звезду Аллы».
- Участница украинского отбора «Евровидение-2011», «Евровидение-2019»[3].
- Полуфиналистка проекта телеканала 1+1 «Голос країни»
- Представляла Украину и заняла 2 место на конкурсе «Славянский базар в Витебске» с песнями «Червона рута» и «Malade»[4]